# Palacio Presidencial (Mauritania)
El Palacio Presidencial es el palacio de gobierno usado por el presidente del país africano de Mauritania, que se encuentra en la ciudad capital, Nuakchot. Se encuentra ubicado en el centro de la ciudad y es de lejos el lugar más emblemático de la ciudad, rodeado de jardines y terrenos. Se encuentra justo al noroeste de la Universidad Libanesa Internacional, junto a la embajada de Estados Unidos. Al sur se encuentra la sede del Banco Central de Mauritania. Fue construido por los chinos.